# Öretjärnen (Särna socken, Dalarna, 683416-135182)
Öretjärnen är en sjö i Älvdalens kommun i Dalarna och ingår i Dalälvens huvudavrinningsområde.